# Peter Sumner
Peter Sumner-Potts (Sydney, 29 gennaio 1942 – Sydney, 22 novembre 2016) è stato un attore australiano.

## Filmografia
- Sono strana gente (1966) - Bit Part
- Color Me Dead (1969) - Stanley Phillips
- I fratelli Kelly (1970) - Tom Lloyd
- Star Wars (1977) - Lt. Pol Treidum
- The Chant of Jimmie Blacksmith (1978) - Dowie Steed
- The King of the Two Day Wonder (1978)
- Middle Age Spread (1979) - Reg
- Run Rebecca, Run (1981) - Mr. Dimitros
- Survivor aereo maledetto (1981) - Tewson
- Bush Christmas (1983) - Ben Thompson
- Seeing Red (1992) - Gorman
- Ektopos (2011) - Zebediah
- Ryder Country (2012) - Professor Ed Woodman
- The Quarantine Hauntings (2015) - Dr. Henry Dickenson